# خدمات لیبر
خدمات لیبر است "یک سازمان غیر انتفاعی تاسیس در سال 2015 در فرانسه" ارائه یک پلت فرم برای اهدای پول به تیم های سازمان ها و افراد است. خدمات نه اتهام هزینه کمک های مالی گذشته از آن مورد نیاز آن توسط پردازنده های پرداختبه جای تامین مالی فعالیت خود را از طریق کمک های مالی به کار گرفته شده توسط این سرویس خود را در همان راه به عنوان کمک های مالی به اشخاص ثالث انجام می شود.